# Elaphoglossum hoffmannii
Elaphoglossum hoffmannii är en träjonväxtart som först beskrevs av Georg Heinrich Mettenius och Oskar Kuhn och fick sitt nu gällande namn av Hermann Christ. Elaphoglossum hoffmannii ingår i släktet Elaphoglossum och familjen Dryopteridaceae. Inga underarter finns listade.